# Ароньо
Ароньо (итал. Arogno) — коммуна округа Лугано кантона Тичино в Швейцарии, расположенная к югу от озера Лугано.
Вся деревня Ароньо входит в Список объектов швейцарского наследия. А её приходская церковь Сан-Стефано включена в Список объектов швейцарского культурного наследия национального и регионального значения.

## География

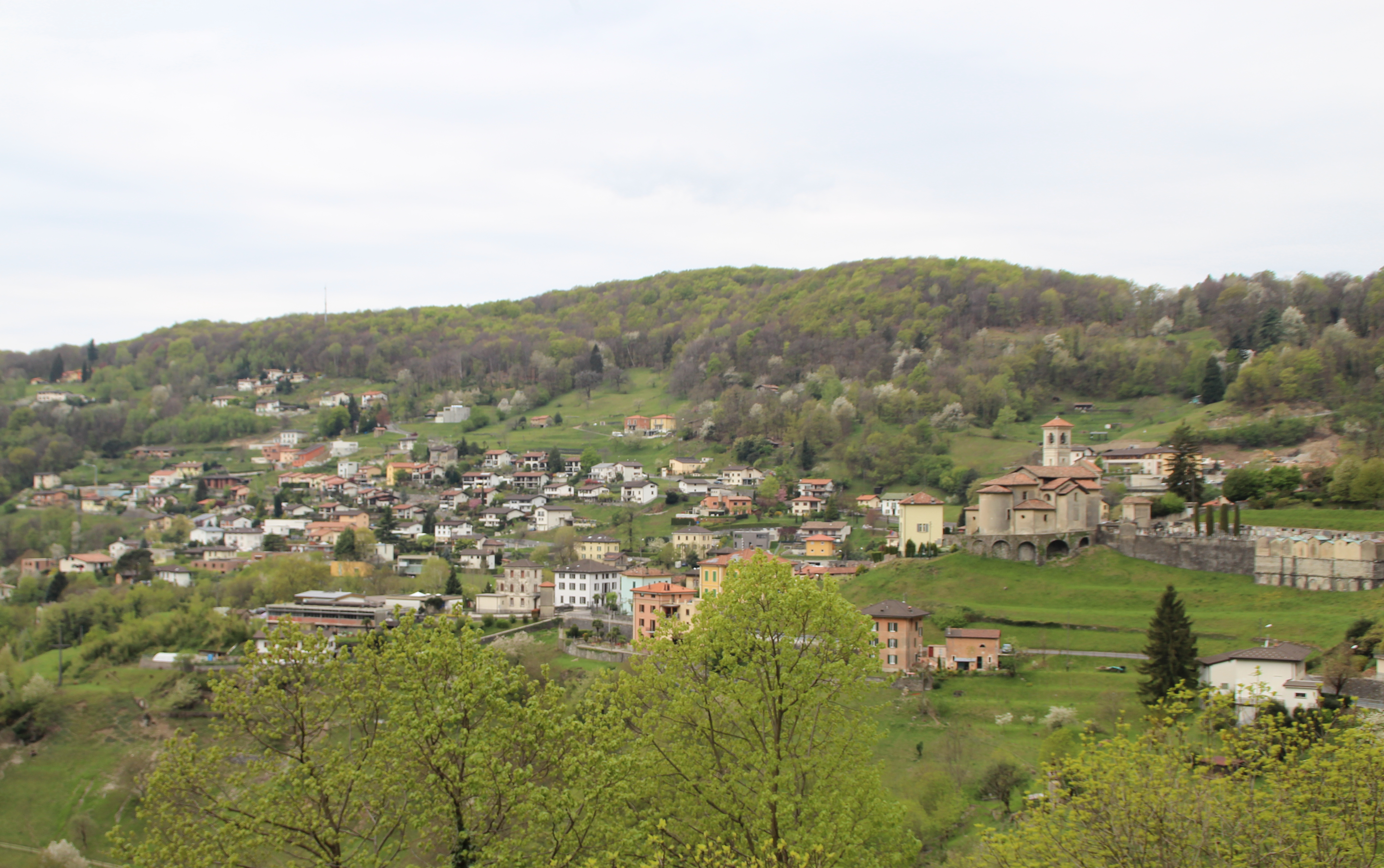
Ароньо в апреле 2015 года.

Община Ароньо расположена в округе Лугано на высокой возвышенности в долине Валь-Мара, примерно в 2 км от итальянской границы близ анклава Кампионе-д’Италия. Коммуна состоит из самого Ароньо и множества деревушек, включая Пугерну.
По состоянию на 1997 год площадь общины Ароньо составляла 8,5 квадратных километра. 12,1% этой территории использовалось в сельскохозяйственных целях, а её 84,5% составляли леса.

## История
Ароньо был заселён со времени поздней античности из-за своего стратегического расположения вдоль транзитного маршрута между Сеприо и островом Комачина. В лангобардскую эпоху Ароньо увеличился до крупного укреплённого гарнизона. В 859 году монастырь Святого Амвросия в Милане был отмечен в качестве владельца территории Ароньо. 24 февраля 1798 года Ароньо вошло в состав Республики Рива-Сан-Витале, просуществовавшей всего две недели (с 23 февраля по 16 марта 1798 года). Начиная с 1797—1798 годов неоднократно возникали территориальные конфликты с Кампионе-д’Италией, которые были урегулированы лишь в 1861 году.
Приходская церковь святого Стефана (первоначально святого Николая) впервые упоминается в 810 году. В 1581 году она стала независимой от церкви Рива-Сан-Витале, сформировав свой собственный приход. С 1591 до конца XVII века урсулинки владели домом в Ароньо. К востоку от деревни находится романская часовня святого Михаила, которая была перестроена в стиле барокко.   
Местная экономика зависит от сельского хозяйства и животноводства, а также от доходов успешных эмигрантов (в основном работающих в строительстве). В течение недолгого времени в коммуне существовала небольшая угледобывающая промышленность. В 1873 и 1888 годах в Ароньо открылись две фабрики по изготовлению деталей для часов. На протяжении десятилетий это были основные отрасли промышленности общины. Ныне большая часть населения работает в сфере услуг или ездит трудиться в соседние города.